# R U Still Down? (Remember Me)
R U Still Down? (Remember Me) — двойной первый посмертный альбом американского рэпера Тупака Амару Шакура, более известного как 2Pac. Был издан 25 ноября 1997 года на лейбле Amaru Entertainment, организованном матерью Тупака вскоре после его гибели, и получил пятикратный платиновый статус. В альбом вошли ранее неизданные композиции, написанные в период работы над «Strictly 4 My N.I.G.G.A.Z.» и «Thug Life».

## Список композиций
Диск 1
1. «Redemption»
2. «Open Fire»
3. «R U Still Down? (Remember Me)»
4. «Hellrazor» (при участии: Stretch)
5. «Thug Style»
6. «Where Do We Go from Here?» (Interlude)
7. «I Wonder If Heaven Got a Ghetto»
8. «Nothing to Lose»
9. «I’m Gettin’ Money»
10. «Lie to Kick It» (при участии: Richie Rich)
11. «Fuck All Y’all»
12. «Let Them Thangs Go»
13. «Definition of a Thug Nigga»

Диск 2
1. «Ready 4 Whatever» (при участии: Big Syke)
2. «When I Get Free»
3. «Hold On, Be Strong»
4. «I’m Losin’ It» (при участии: Spice 1)
5. «Fake Ass Bitches»
6. «Do for Love» (при участии: Eric Williams)
7. «Enemies with Me» (при участии: Dramacydal)
8. «Nothin’ but Love»
9. «16 on Death Row»
10. «I Wonder If Heaven Got a Ghetto» (Hip Hop Version)
11. «When I Get Free II»
12. «Black Starry Night» (Interlude)
13. «Only Fear of Death»

## Чарты
| Чарт                   | Позиция |
| ---------------------- | ------- |
| Billboard 200          | #2      |
| Top R&B/Hip-Hop Albums | #1      |
| Swedish Album Chart    | #41     |

## Синглы
| «I Wonder If Heaven Got a Ghetto» - Выпущен: 25 ноября 1997 - Сторона Б:    |
| «Do for Love» - Выпущен: 24 февраля 1998 - Сторона Б: «Brenda's Got a Baby» |

## Семплы
| - «Open Fire» - «100 Miles and Runnin’» — N.W.A - «R U Still Down? (Remember Me)» - «Here’s a Fly Guy» — Кёртис Мэйфилд - «Where Do We Go from Here» (Interlude) - «May the Force Be with You» — Bootsy's Rubber Band - «Nothing to Lose» - «I Want to Hold on to You» — Mica Paris - «Us» — Ice Cube - «The Grand Finale» — The D.O.C - «Lie to Kick It» - «Haboglabotribin’» — Bernard Wright - «Funky Drummer» — Джеймс Браун - «Gz & Hustlas» — Snoop Doggy Dogg - «Fuck All Y’all» - «Street Life» — Рик Джеймс - «Let Them Thangs Go» - «Flash Light» — Parliament - «Ambitionz az a Ridah» — 2Pac - «Nuthin’ but a G Thang» — Dr. Dre - «Nothin’ but Love» - «Something about That Woman» — Lakeside - «Different Strokes» (Vocals) — Syl Johnson | - «Definition of a Thug Nigga» - «Brothers Gonna Work It Out» — Willie Hutch - «Wind Parade» — Donald Byrd - «Ready 4 Whatever» - «1980» — Gil Scott-Heron и Brian Jackson - «I Wonder If Heaven Got a Ghetto» - «The Two of Us» — Cameo - «Do It Roger» (Intro) — Roger Troutman - «Do for Love» - «What You Won’t Do for Love?» — Bobby Caldwell - «Y? (Be Like That)» (Jay Dee Remix) — The Pharcyde - «Enemies with Me» - «The Bomb» — Ice Cube - «I Wonder If Heaven Got a Ghetto» (Hip Hop Version) - «The Two of Us» — Cameo - «Do It Roger» (Intro) — Roger Troutman - «When I Get Free II» - «Synthetic Substitution» — Melvin Bliss - «Concerto for Jazz/Rock Orchestra» (pt. II) — Stanley Clarke - «Black Starry Night» (Interlude) - «Do It Roger» (Intro) — Roger Troutman - «Hold On, Be Strong» - «I’ll Write a Song for You» — Earth, Wind & Fire |